# خواکین منینی
خواکین منینی (انگلیسی: Joaquín Menini؛ زادهٔ ۱۸ اوت ۱۹۹۱) بازیکن هاکی روی چمن اهل آرژانتین است که در مسابقات کشوری و بین‌المللی در مجموع برندهٔ ۵ مدال طلا و ۱ مدال برنز شده است.
او به عنوان عضوری از تیم ملی آرژانتین در بازی‌های المپیک تابستانی ۲۰۱۶ در ریودوژانیرو مدال طلا کسب کرد

## دوران حرفه ای بازی ملی
- آرژانتین
- اسپانیا